# Niels-Henning Ørsted Pedersen
Niels-Henning Ørsted Pedersen (Osted, 1946. május 27. – Ishøj község, 2005. április 19.) dán dzsessznagybőgős.

## Pályafutása
Niels-Henning Ørsted Pedersen „(NHØP)” népfőiskolai tanár fia volt. Hat év zongoratanulás után nagybőgőre váltott. 14 éves korától kezdve szerepelt különböző jelentős dán dzsesszzenészekkel. Amikor 16 éves lett, Count Basie felajánlotta neki, hogy játsszon a zenekarában. Ő azonban úgy döntött, hogy inkább játszik a „Jazzhus Montmartre” koppenhágai klubban, és tagja volt a dán rádió dzsesszzenekarának is. Később is visszautasított minden állásajánlatot az USA-ból.
Az 1960-as évekre keresett zenész lett. Olyan amerikai jazz zenészekkel játszott, mint Sonny Rollins, Bill Evans, Dexter Gordon, Joe Pass, Ben Webster, Bud Powell. NHØP az 1970-es években folyamatosan dolgozott Oscar Petersonnal. Ray Brown basszusgitáros ajánlotta be, mondván: „Ő az egyetlen, akit ismerek, aki lépést tud tartani veled.”
Ugyanebben az időben kezdett szólistaként és zenekarvezetőként működni.
Ørsted Pedersen az 1980-as évek óta szorosan együttműködött Kenny Drew zongoristával, akivel 1993-ban bekövetkezett haláláig nagy sikereket ért el, különösen Japánban.
1991-ben egy gyermekkori barátjával, és a Danmarks Radios Bigband régi karmesterével, Ole Kock Hansennel egy sor dzsesszvariációt adott ki dán népdalokból, amelyeket Dániában lelkesen fogadtak. Ezután Ulf Wakenius svéd gitárossal és vendégzenészekkel létrehozta az NHØP triót. Számtalanszor turnéztak és rögzítettek felvételeket.
NHØP a koppenhágai Rytmisk Zenei Konzervatóriumban tanított is.
Két hónappal halála előtt Bécsben adta utolsó hangversenyét. 2005. április 19-én halt meg szívelégtelenségben.
Virtuozitását többek között különleges játéktechnikájának, a „négyujjas technikának” köszönhette, amellyel messze megelőzte korát.

## Albumok
- 1964: One Flight Up (és Dexter Gordon)
- 1973: Duo (és Kenny Drew)
- 1975: Jaywalkin'
- 1976: Double Bass  (és Sam Jones)
- 1976: Pictures (és Kenneth Knudsen)
- 1977: Live at Montmartre 1, 2 (és Stan Getz)
- 1977: Roy Eldridge 4 / Montreux 77
- 1978: Tania Maria
- 1978: Chops (és Joe Pass)
- 1979: Northsea Nights (és Joe Pass)
- 1979: Night Child  (és az Oscar Peterson Quartet)
- 1979: Tania Maria & Niels-Henning Ørsted Pedersen 1979
- 1980: No problem (és Chet Baker)
- 1984: The Eternal Traveller
- 1986: Heart to heart (és Palle Mikkelborg)
- 1987: Play with us (és Louis Hjulmand)
- 1990: Hommage/Once upon a time (és Palle Mikkelborg)
- 1991: Alice (és Maria João és Aki Takase)
- 1992: Uncharted Land
- 1993: Ambiance (és a Danmarks Radios Big Band)
- 1993: Trio 2  (és Philip Catherine és Billy Hart)
- 1993: To a Brother
- 1993: Sangen er et Eventyr (és Niels Lan Doky y Alex Riel, música de Frederik Magle)
- 1994: Misty Dawn (és Niels Lan Doky y Alex Riel)
- 1996: Those who were
- 1997: Friends forever
- 1998: This is all I ask
- 2000: Concerts Inédits (és Michel Petrucciani)